# فريمان لورد
فريمان لورد (بالإنجليزية: Freeman Lord) هو سياسي أمريكي، ولد في 1842، وتوفي في 1917. حزبياً، نشط في الحزب الجمهوري. وقد انتخب عضو جمعية ولاية ويسكونسن.